# Oguzname
Das Oguzname (auch Oguz-name, Oguz Name, in etwa „Buch des Oguz“) ist die Ursprungslegende der Oğuz-Türken (Oghusen), die nördlich des Kaspischen Meeres und des Baikalsees lebten. Es ist einer der frühesten historischen Texte über den Ursprung der Turkvölker. Die älteste erhaltene Fassung stammt aus dem 15. Jahrhundert und ist in einer spätuighurisch-mongolischen Schrift verfasst. Sie geht zurück auf einen Text, der vermutlich Ende des 13. / Anfang des 14. Jahrhunderts in Turfan niedergeschrieben wurde. Die Legende handelt von der mythologischen Gestalt des Oguz Khagan und der Herkunft der oghusischen Stämme von seinen sechs Söhnen.
Sie weist noch keinen Bezug zum Islam auf, obwohl alttürkische Aspekte vorkommen. Die Absicht war es, den mongolischen Glauben zu verbreiten. Das Oguzname findet sich in abgeänderter Form auch in späteren Dokumenten, so in der Universalgeschichte des Raschīd ad-Dīn oder im Dede Korkut.

## Legende
Die Geschichte beginnt mit der Geburt von Oguz. Er wächst schnell heran und verehrt nur einen einzigen Gott. Schließlich fällt vor ihm mit einem blauen Licht ein Mädchen vom Himmel, das er nimmt und nach kurzer Zeit drei Kinder zur Welt bringt.  Sie hießen Sonne (Gün), Mond (Ay) und Stern (Yıldız). Seine zweite Frau, welche er in einem Baumstamm am See findet, schenkte ihm die drei Söhne Himmel (Gök), Berg (Dağ) und See (Deniz). (An diese Stelle ist das Oguzname lückenhaft.) Oguz wird Herrscher und fordert die Nachbarländer auf, diese Herrschaft anzuerkennen, sonst drohe Krieg. Bei der Eroberung hilft ihm ein grauer Wolf, der immer wieder erscheint. Sein Minister sieht im Traum einen großen goldenen Bogen, der vom Sonnenaufgang bis zum Sonnenuntergang reicht. Auf diesem Bogen sind silberne Pfeile, welche auch in den Norden fliegen. Nach diesem Traum schickt Oguz seine älteren Söhne in den Osten und seine drei jüngeren in den Westen, um Bogen und Pfeile zu finden. Oguz erklärt seinen Söhnen wie sie die Weltherrschaft weiterführen sollen und unterteilt sein Reich zwischen den Söhnen bei einem 40-tägigen Festmahl. Die drei älteren Söhne, die später die Stammeskonföderation der Bozok bildeten, saßen zu seiner rechten, und die jüngeren, die Üçok, zu seiner linken. Nach den Namen der Söhne wurden diese Stämme wiederum in Günhan, Ayhan, Yıldızhan, Gökhan, Dağhan und Denizhan unterteilt, was auch heute noch häufige türkische Namen sind.  Diese Sitzordnung galt auch bei späteren Stammeszusammenkünften.

## Umfang
Die vermutlich älteste, in uigurischer Schrift verfasste Abschrift aus dem 15. Jahrhundert befindet sich in der Französischen Nationalbibliothek unter der Signatur Supplément Turc, Nr. 1001. Der Text besteht aus 42 Blättern zu je neun Zeilen und insgesamt etwa 2500 Wörtern. Anfang und Ende und fehlen und die Mitte weist einige Lücken auf. Das Oguzname wirft zahlreiche sprachliche, philologische, geschichtliche und literarische Fragen auf, die Gegenstand von zahlreichen Untersuchungen waren. Obwohl das Epos in Prosa geschrieben ist, zeigt es Alliterationen und Rhythmen.